# Павлин (яхта)
«Павлин» — пассажбот, а затем яхта Балтийского флота Российской империи.

## Описание судна
Один из двух парусных пассажботов одноимённого типа. Длина судна между перпендикулярами составляла 15,7 метра, ширина без обшивки — 4,9 метра, а осадка 2,3 метра. В 1845 году пассажбот был переоборудован в яхту, сохранив основные размеры.

## История службы
Пассажбот «Павлин» был заложен на Охтенской верфи 16 (28) ноября 1835 года и после спуска на воду 20 августа (1 сентября) 1836 года вошел в состав Балтийского флота России. Строительство вёл корабельный мастер подполковник И. А. Амосов.
В кампанию 1842 года пассажбот подвергся тимберовке, а в 1843 году совершал плавания в Финском заливе и финляндских шхерах. В 1845 году пассажбот был переоборудован в яхту, в том же году яхта выходила в плавания в Финский залив.
В кампании 1848 и 1849 годов яхта «Павлин» несла брандвахтенную службу на северном кронштадтском рейде. Помимо этого в 1849 году, а также следующем 1850 году совершала плавания между Санкт-Петербургом, Петергофом, Ораниенбаумом и Кронштадтом. В 1851 году несла брандвахтенную службу на Северном фарватере Кронштадта.
По состоянию на 1853 год судно находилось в порту Кронштадта, где по окончании службы в том же году было разобрано.

## Командиры судна
Сведения о командирах пассажбота «Павлин» не сохранились, командирами одноимённой яхты в разное время служили:
- капитан 2-го ранга П. А. Саблин (1849 год)[15];
- капитан-лейтенант В. Ф. Безумов (1850 год)[16];
- капитан-лейтенант А. Д. Кузнецов (1851 год)[17].

### Комментарии
1. ↑  Второй пассажбот носил имя «Пеликан».
2. ↑  51 фут 6 дюймов.
3. ↑  16 футов 1,5 дюйма.
4. ↑  7 футов 9 дюймов.